# ヴァッレ・ディ・カジーエス
ヴァッレ・ディ・カジーエス（イタリア語: Valle di Casies ; ドイツ語: Gsies クシース）は、イタリア共和国トレンティーノ＝アルト・アディジェ州ボルツァーノ自治県にある、人口約2,300人の基礎自治体（コムーネ）。

## 地理

### 位置・広がり

#### 隣接コムーネ
隣接するコムーネは以下の通り。括弧内のATはオーストリア領（AT-7はチロル州）を示す。
- ドッビアーコ
- Innervillgraten (AT-7)
- モングエルフォ＝テシド
- ラズン・アンテルセルヴァ
- Sankt Jakob in Defereggen (AT-7)
- ヴィッラバッサ

## 行政

### 分離集落
ヴァッレ・ディ・カジーエスには以下の分離集落（フラツィオーネ）がある。
- Colle di Fuori, Colle di Dentro, Planca di Sopra, Santa Maddalena Valbassa, San Martino Vallalta, Santa Maddalena Vallalta, San Martino Valbassa, Planca di Sotto

## 住民

### 言語
| 言語集団調査（2011年） | 言語集団調査（2011年） | 言語集団調査（2011年） | 言語集団調査（2011年） | 言語集団調査（2011年） |
| ---------------------- | ---------------------- | ---------------------- | ---------------------- | ---------------------- |
|                        |                        |                        |                        |                        |
| ドイツ語               | ドイツ語               |                        | 98.29%                 | 98.29%                 |
| イタリア語             | イタリア語             |                        | 1.62%                  | 1.62%                  |
| ラディン語             | ラディン語             |                        | 0.09%                  | 0.09%                  |

2011年に行われた、住民がドイツ語・イタリア語・ラディン語のいずれの「言語集団」に属するかの調査によれば（ボルツァーノ自治県#言語集団調査参照）、住民の約98%がドイツ語話者である。